# يفون بيلودو
يفون بيلودو هو لاعب هوكي الجليد كندي، ولد في 18 يناير 1951 في Vimy, Alberta ‏ في كندا.

## وصلات خارجية
- يفون بيلودو على موقع EliteProspects.com (الإنجليزية)
- يفون بيلودو على موقع HockeyDB.com (الإنجليزية)
- يفون بيلودو على موقع Hockey-Reference.com (الإنجليزية)